# Satilghan Khan
Satilghan Khan fou kan de Kassímov, fill i successor de Nur Devlet a la seva mort que està datada entre 1498 i 1503. Se l'esmenta per primer cop el 1496 però no com a kan sinó en una tasca recaptadora a Riazan. El 1504 s'esmenta per primer cop com a kan en un tractat entre els fills del gran príncep (Basili i Yuri) sobre les taxes a pagar pels tàtars.
El 1505 Satilghan i el seu germà Janai van lluitar al costat del gran príncep contra Kazan. És esmentat per darrer cop el 1506 quan va participar en la desgraciada campanya de Kazan. El 1508 ja no era kan i la seva sort es desconeix, si bé el més probable és que hagués mort. El va succeir el seu germà Janai Khan.